# Xã Edwardsville, Quận Madison, Illinois
Xã Edwardsville (tiếng Anh: Edwardsville Township) là một xã thuộc quận Madison, tiểu bang Illinois, Hoa Kỳ. Năm 2010, dân số của xã này là 37.657 người.